# Maria Vallejo-Nágera

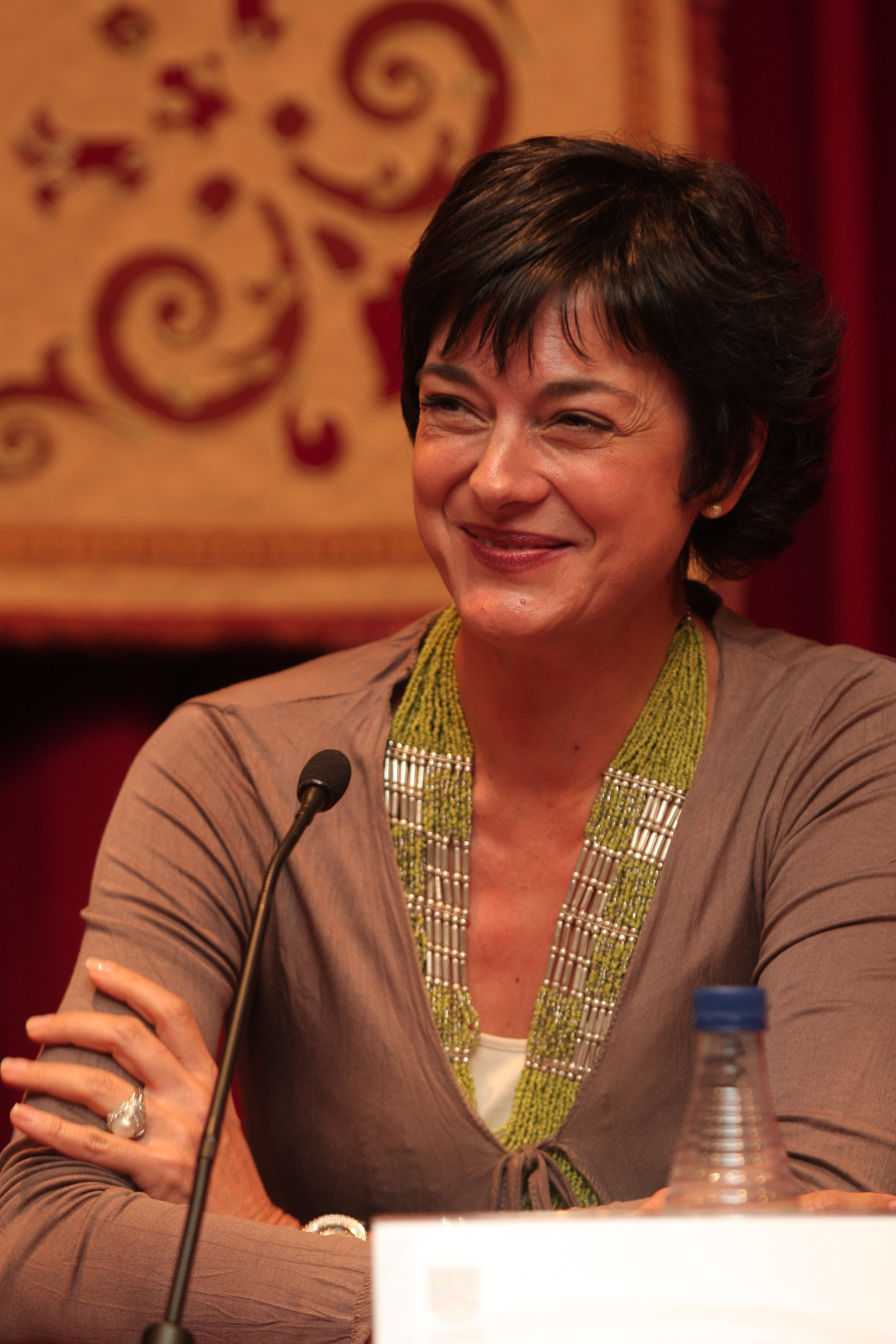
Maria Vallejo-Nágera na Universidade de Navarra, em 2009.

María Vallejo-Nágera ou María Vallejo-Nágera Zóbel (nascida em 6 de maio de 1964) é uma romancista de sucesso em espanhol.

## Vida
Vallejo-Nágera nasceu em Madri em 1964 como a terceira filha do escritores Juan Antonio Vallejo-Náguera  e Maria Victoria Zóbel de Ayala e Pfitz. Seu avô é o controverso Antônio Vallejo-Nájera.  Sua família é importante nas Filipinas. É prima de Samantha e Nicolás Vallejo-Nágera "Colate" e sobrinha do pintor Fernando Zobél. Ela estudou no Colégio de Nossa Senhora dos Rosales, antes de continuar a ensinar na Universidade Complutense em quatro anos, em vez dos habituais cinco anos.
Logo depois que ela se casou e teve duas filhas gêmeas: Beatriz e Cristina, o trabalho do marido as levou para Londres. Ela usava seu tempo para escrever histórias de crianças. No inverno de 1997, enquanto estava grávida de seu terceiro filho Gonzalo, ela começou a escrever seu primeiro romance Em um canto da Andaluzia. Quando terminou, procurou um local para publicá-lo e o enviou ao Prêmio Planeta de Novela com a ideia de ir à editora posteriormente para pedir conselhos sobre como melhorá-lo. Surpreendentemente, o romance foi selecionado como finalista entre quatrocentas inscrições, sendo o quinto na votação final.
Paralelamente a esses eventos, Vallejo-Nagera visitou Medjugorje, onde relatou ter recebido uma reconversão à fé católica. Ela fora criada como católica, mas se mudara à medida que envelhecia. Mais tarde, ela relatou que esse foi um evento espiritual único em 8 de maio de 1999, embora tenham sido seis mêses antes de admiti-lo para um padre, pois estava preocupada que as pessoas pudessem questionar sua sanidade.
Para preparar a publicação de seu livro Women of Light, Maria fez um mestrado em liderança para pessoas juntamente com mais de cinquenta e três cursos de teologia e início do cristianismo na Universidade de Harvard.

## Obras
- In an Andalusian corner, 2000
- Black Moon: The light of Father Pateras, Barcelona, Belacqua, 2000
- The punishment of the angels, Barcelona, Planet, 2001
- A messenger at night: A chilling story based on a real event, Barcelona, Belacqua, 2003
- The nurse, Barcelona, Editions B, 2005
- The courtyard of silences, Barcelona, Styria, 2005
- Between the sky and the earth. Curious stories of purgatory. Barcelona, Planet, 2007
- Mala Tierra, Madrid, Citadel, 2009
- Lola Torbellino, Barcelona, Editions B, 2010[4]
- Lola Whirlwind on the beach, Barcelona, Editions B, 2011
- Heaven and hell: truths of God, Madrid, Free Books, 2012
- From María to María: Puerta del cielo, Madrid, Word, 2014[5]
- La Nodriza, 2014[6]
- Juana Girl: The mystery of Cubas de la Sagra, Madrid, The sphere of Books, 2016
- Women of light, Barcelona, The sphere of books, 2018
- Walking through the sky, Madrid, Word, 2019